# Лесные сороки
Лесные сороки (лат. Crypsirina) — род птиц семейства врановых.
В состав рода включают два вида:
| Изображение | Научное название     | Русское название                   | Распространение                                    |
| ----------- | -------------------- | ---------------------------------- | -------------------------------------------------- |
|             | Crypsirina temia     | Чёрная ракетохвостая лесная сорока | Мьянма, Таиланд, Индокитай, на Суматре, Яве и Бали |
|             | Crypsirina cucullata | Ракетохвостая лесная сорока        | Мьянма                                             |